# 道下町
道下町（みちしたちょう）は、愛知県名古屋市中村区の地名。現行行政地名は道下町1丁目から道下町5丁目。住居表示未実施。

## 地理
名古屋市中村区中央部に位置する。北西は鳥居通に接する。

## 歴史
西部は江戸期まで愛知郡日比津村、東部は江戸期まで大秋村であった地域の一部にあたる。
道下町3丁目には遊里ヶ池遺跡と呼ばれる遺跡があり、縄文土器が出土した。

### 町名の由来
則武町の小字名「道下」による。

### 行政区画の変遷
- 1940年（昭和15年）5月18日 - 中村区則武町・日比津町の各一部により、同区道下町として成立[1]。
- 1947年（昭和22年）5月20日 - 日比津町の一部を編入する[1]。
- 1950年（昭和25年）11月1日 - 則武町・日比津町・中村町の各一部を編入する[1]。

## 世帯数と人口
2019年（平成31年）2月1日現在の世帯数と人口は以下の通りである。
| 町丁   | 世帯数  | 人口  |
| ------ | ------- | ----- |
| 道下町 | 408世帯 | 616人 |

### 人口の変遷
国勢調査による人口および世帯数の推移。
| 1995年（平成7年）  | 373世帯 926人 |  |
| 2000年（平成12年） | 309世帯 764人 |  |
| 2005年（平成17年） | 329世帯 704人 |  |
| 2010年（平成22年） | 368世帯 688人 |  |
| 2015年（平成27年） | 353世帯 597人 |  |

## 学区
市立小・中学校に通う場合、学校等は以下の通りとなる。また、公立高等学校に通う場合の学区は以下の通りとなる。
| 丁目        | 番・番地等 | 小学校               | 中学校                 | 高等学校 |
| ----------- | ---------- | -------------------- | ---------------------- | -------- |
| 道下町1丁目 | 全域       | 名古屋市立豊臣小学校 | 名古屋市立日比津中学校 | 尾張学区 |
| 道下町2丁目 | 全域       | 名古屋市立豊臣小学校 | 名古屋市立日比津中学校 | 尾張学区 |
| 道下町3丁目 | 全域       | 名古屋市立中村小学校 | 名古屋市立豊正中学校   | 尾張学区 |
| 道下町4丁目 | 全域       | 名古屋市立中村小学校 | 名古屋市立豊正中学校   | 尾張学区 |
| 道下町5丁目 | 全域       | 名古屋市立中村小学校 | 名古屋市立豊正中学校   | 尾張学区 |

## 交通
- 鳥居通（名古屋市道鳥居通）

## 施設

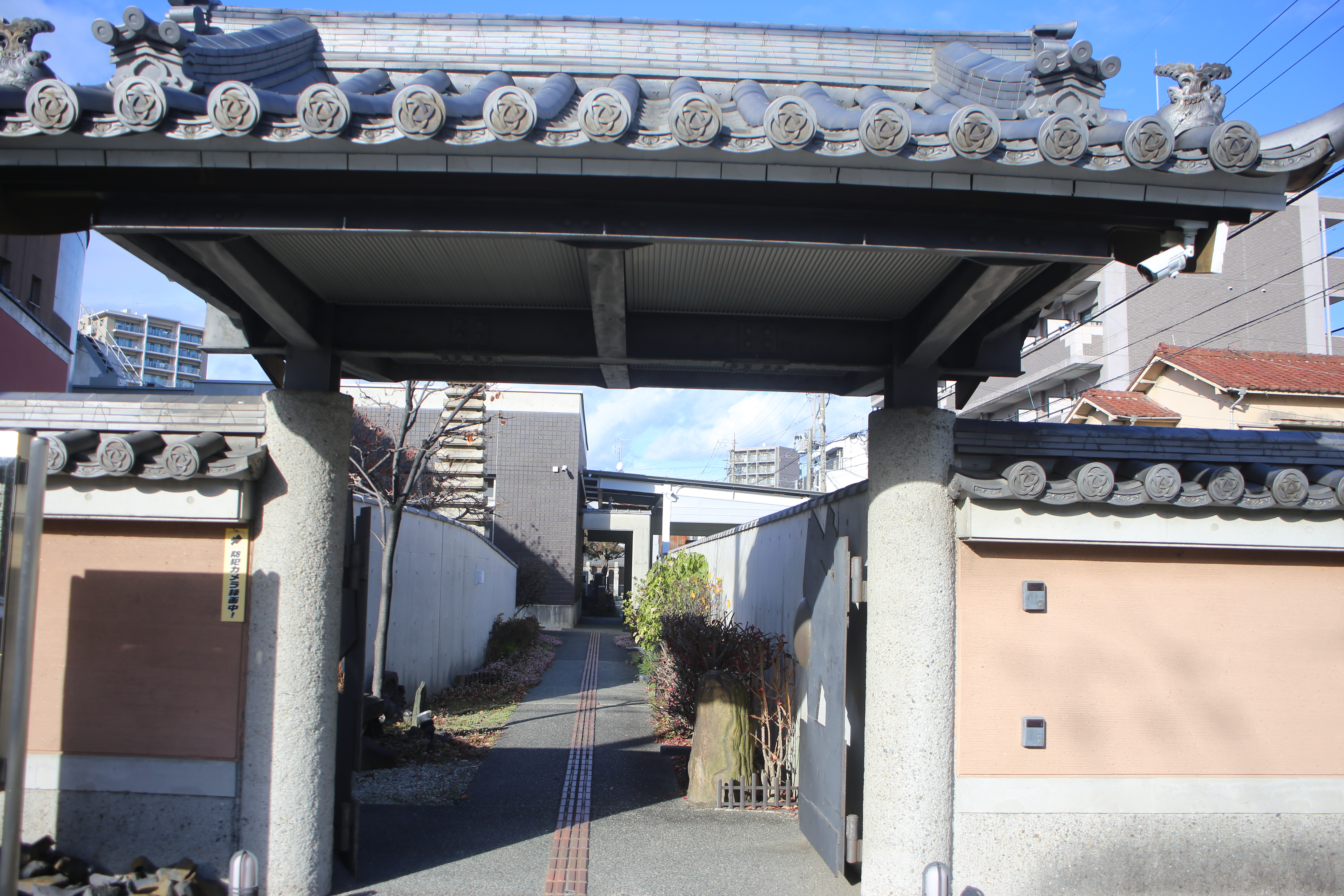
光明寺（2022年12月）

- 日本赤十字社愛知医療センター名古屋第一病院[4]（中村日赤病院）
- 名古屋赤十字看護専門学校[3] - 1991年3月閉校
- 愛知県立中村病院[4]
- 愛知県看護協会[4]
- 浄土宗光明寺[4]
- Show和の宿つちや ～豊臣の隠れ茶の間～

パークホテルつちや社長の私邸の一部を改装して営業する宿泊施設で、2017年11月オープン。
- 光明寺（2022年12月）

## その他

### 日本郵便
- 郵便番号 : 453-0046[WEB 3]（集配局：中村郵便局[WEB 14]）。

### WEB
1. 1 2  “愛知県名古屋市中村区の町丁・字一覧”.   人口統計ラボ. 2017年4月8日閲覧。
2. 1 2  “町・丁目(大字)別、年齢(10歳階級)別公簿人口(全市・区別)”.   名古屋市 (2019年2月20日). 2019年2月20日閲覧。
3. 1 2  “郵便番号”.  日本郵便. 2019年2月10日閲覧。
4. ↑  “市外局番の一覧”.   総務省. 2019年1月6日閲覧。
5. ↑  名古屋市役所市民経済局地域振興部住民課町名表示係 (2017年6月1日). “中村区の町名一覧”.   名古屋市. 2016年1月29日閲覧。
6. ↑  総務省統計局 (2014年3月28日). “平成7年国勢調査の調査結果(e-Stat) - 男女別人口及び世帯数 －町丁・字等” (CSV). 2021年7月20日閲覧。
7. ↑  総務省統計局 (2014年5月30日). “平成12年国勢調査の調査結果(e-Stat) - 男女別人口及び世帯数 －町丁・字等” (CSV). 2021年7月20日閲覧。
8. ↑  総務省統計局 (2014年6月27日). “平成17年国勢調査の調査結果(e-Stat) - 男女別人口及び世帯数 －町丁・字等” (CSV). 2021年7月21日閲覧。
9. ↑  総務省統計局 (2012年1月20日). “平成22年国勢調査の調査結果(e-Stat) - 男女別人口及び世帯数 －町丁・字等” (CSV). 2021年7月21日閲覧。
10. ↑  総務省統計局 (2017年1月27日). “平成27年国勢調査の調査結果(e-Stat) - 男女別人口及び世帯数 －町丁・字等” (CSV). 2021年7月21日閲覧。
11. ↑  “市立小・中学校の通学区域一覧”.   名古屋市 (2018年11月10日). 2019年1月14日閲覧。
12. ↑  “平成29年度以降の愛知県公立高等学校（全日制課程）入学者選抜における通学区域並びに群及びグループ分け案について”.   愛知県教育委員会 (2015年2月16日). 2019年1月14日閲覧。
13. ↑  “本陣駅近くに1日限定1組の宿　閉館した老舗ホテル3代目が開業”. 名駅経済新聞 (2017年11月22日). 2020年5月24日閲覧。
14. ↑  郵便番号簿 平成29年度版 - 日本郵便. 2019年02月26日閲覧 (PDF)

### 書籍
1. 1 2 3 4  名古屋市計画局 1992, p. 771.
2. 1 2  「角川日本地名大辞典」編纂委員会 1989, p. 1501.
3. 1 2  名古屋市計画局 1992, p. 278.
4. 1 2 3 4  「角川日本地名大辞典」編纂委員会 1989, p. 1502.